# 白果景天
白果景天（学名：Sedum leucocarpum）为景天科景天属的植物，是中国的特有植物。分布于中国大陆的云南、四川等地，生长于海拔1,800米至2,800米的地区，多生长在石旁，目前尚未由人工引种栽培。